# Dedden & Keizer
Dedden & Keizer is een Nederlands kunstenaarsduo bestaande uit Albert Dedden (Wisch, 5 februari 1959) en Paul Keizer (Apeldoorn, 7 augustus 1958).

## Leven en werk
Dedden en Keizer werken sinds de jaren 1990 samen als duo met een atelier in Deventer. Zij staan ook bekend als de Space Cowboys en creëren werken voor in de openbare ruimte.

## Werken (selectie)
- Waar het Oog al is, wil de Voet naar toe (2001), in Wijchen
- Small Scale Events (2002), Hanzeweg in Deventer
- Surprise! (2005), Flevo in Drachten
- Mondriaanmonument - Always Boogie Woogie (2006), De Tricotfabriek in Winterswijk
- Ga'k, Ga'k nie! (2007), J. Schamhartstraat in Olst
- Reliëf Vis (2008), Oude Vismarkt in Goes
- Wind in mijn tenen (2009), Ganzepoortsteeg in Goes
- Geen Schoen zo groot of er past wel een Voetje aan (2010), School De Meent in Hilversum
- Jive Baby 2.0 (2010), Zwembad in Mijdrecht
- Visman (2011), Pothoofdkade in Deventer
- Herdenkingsmonument Slavernijverleden (2022), Spoorzone in Tilburg
- De Vogelwachter (2024), Rotonde Wakkerendijk in Eemnes

## Afbeeldingen

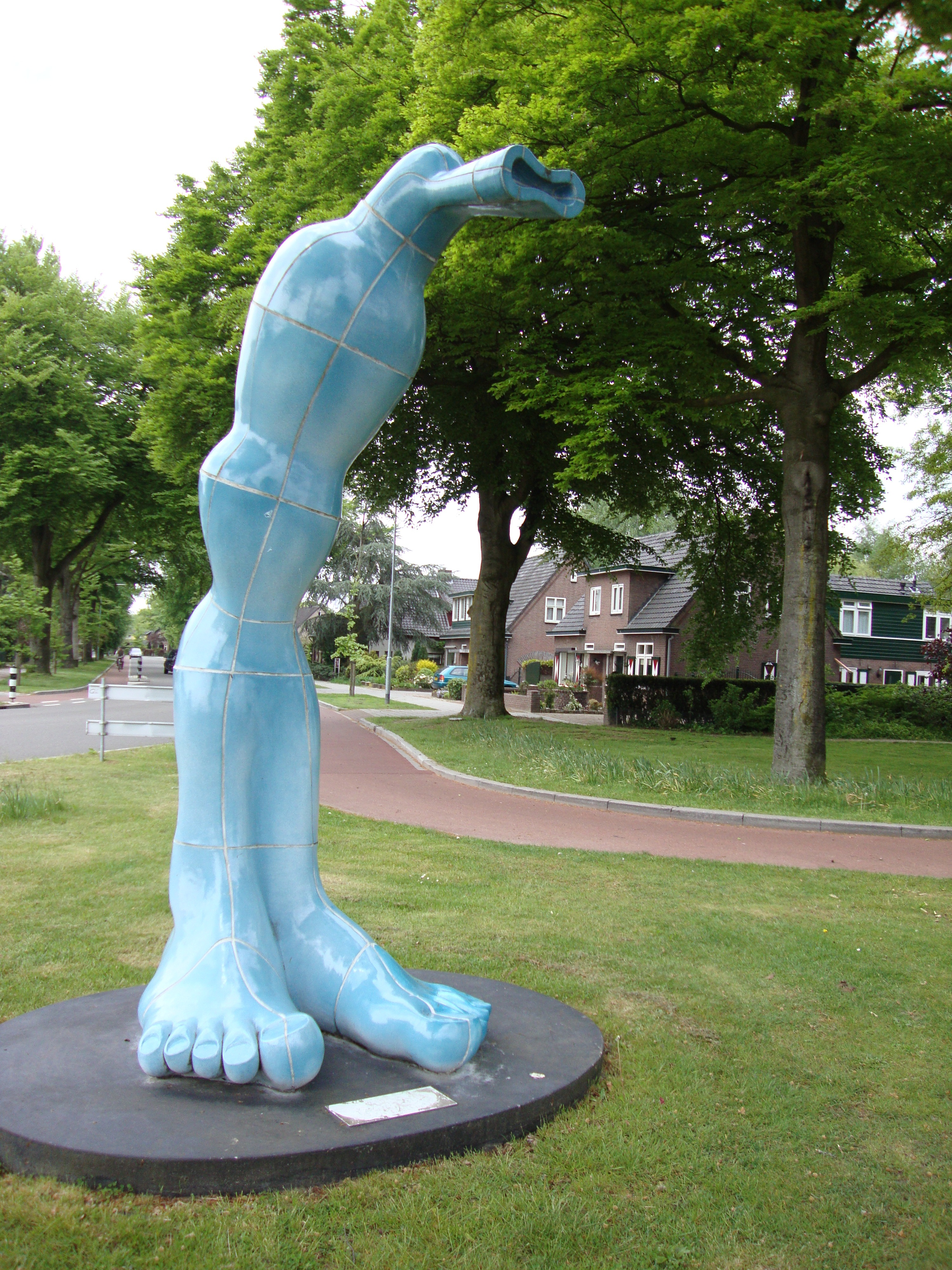
Waar het Oog al is, wil de Voet naar toe (2001), Wijchen
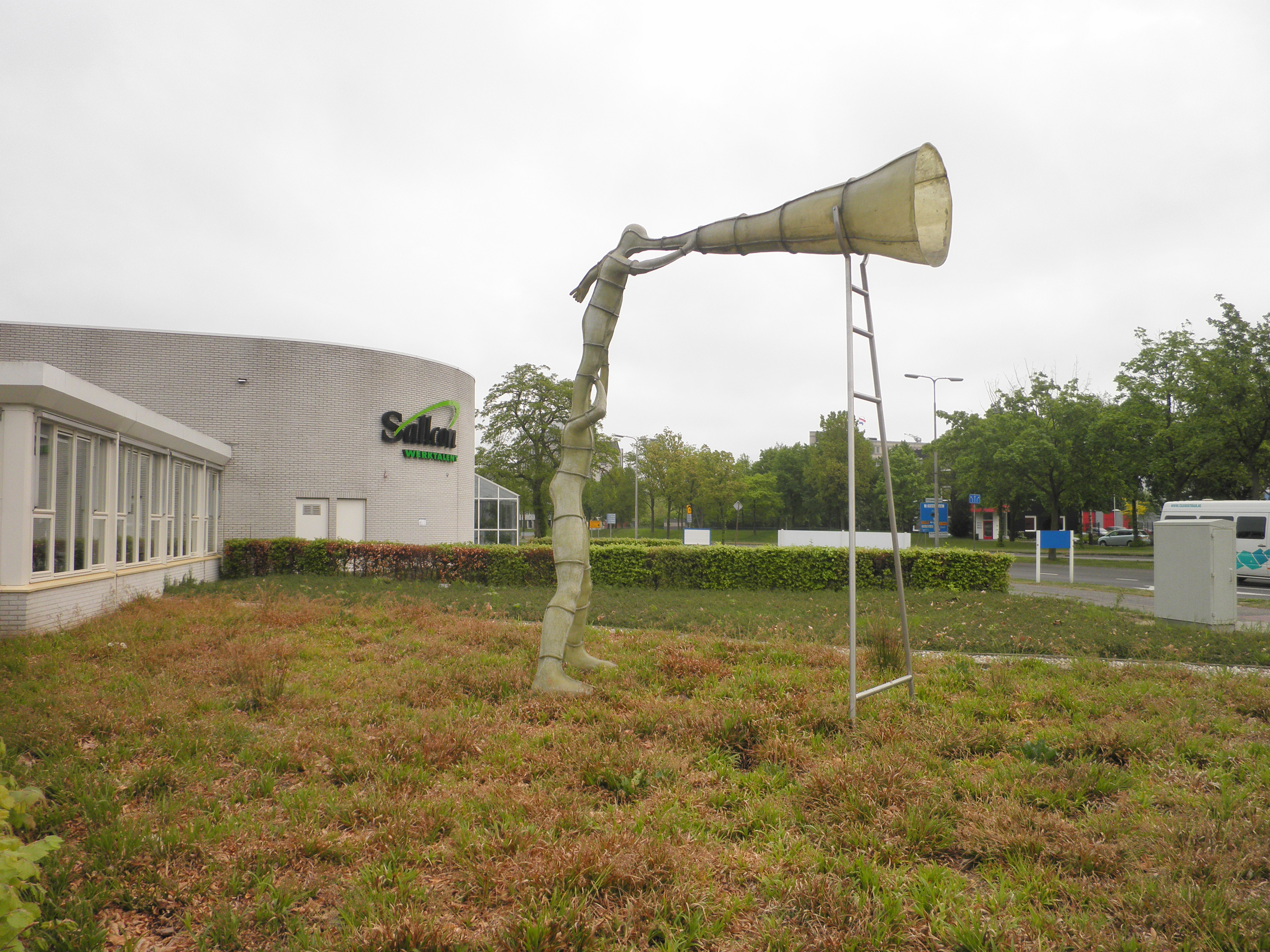
Small Scale Events (2003), Deventer
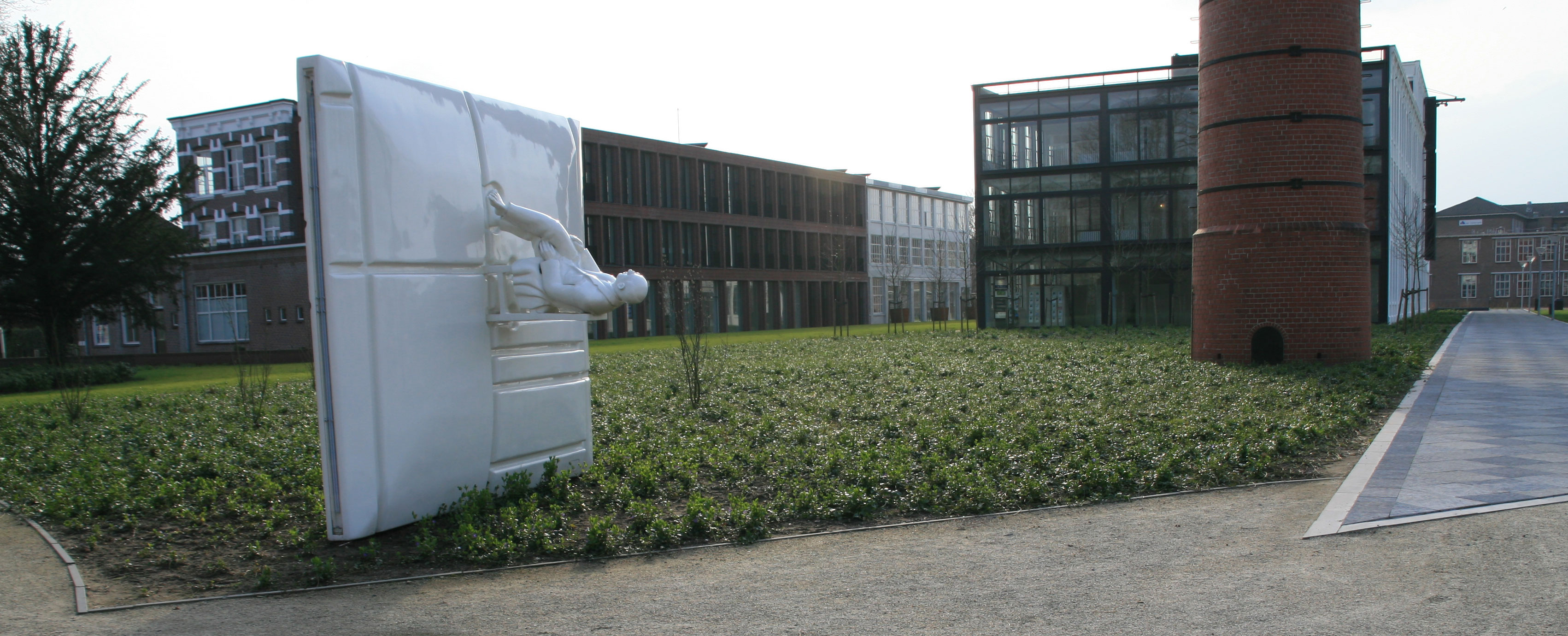
Mondriaanmonument (2006), Winterswijk
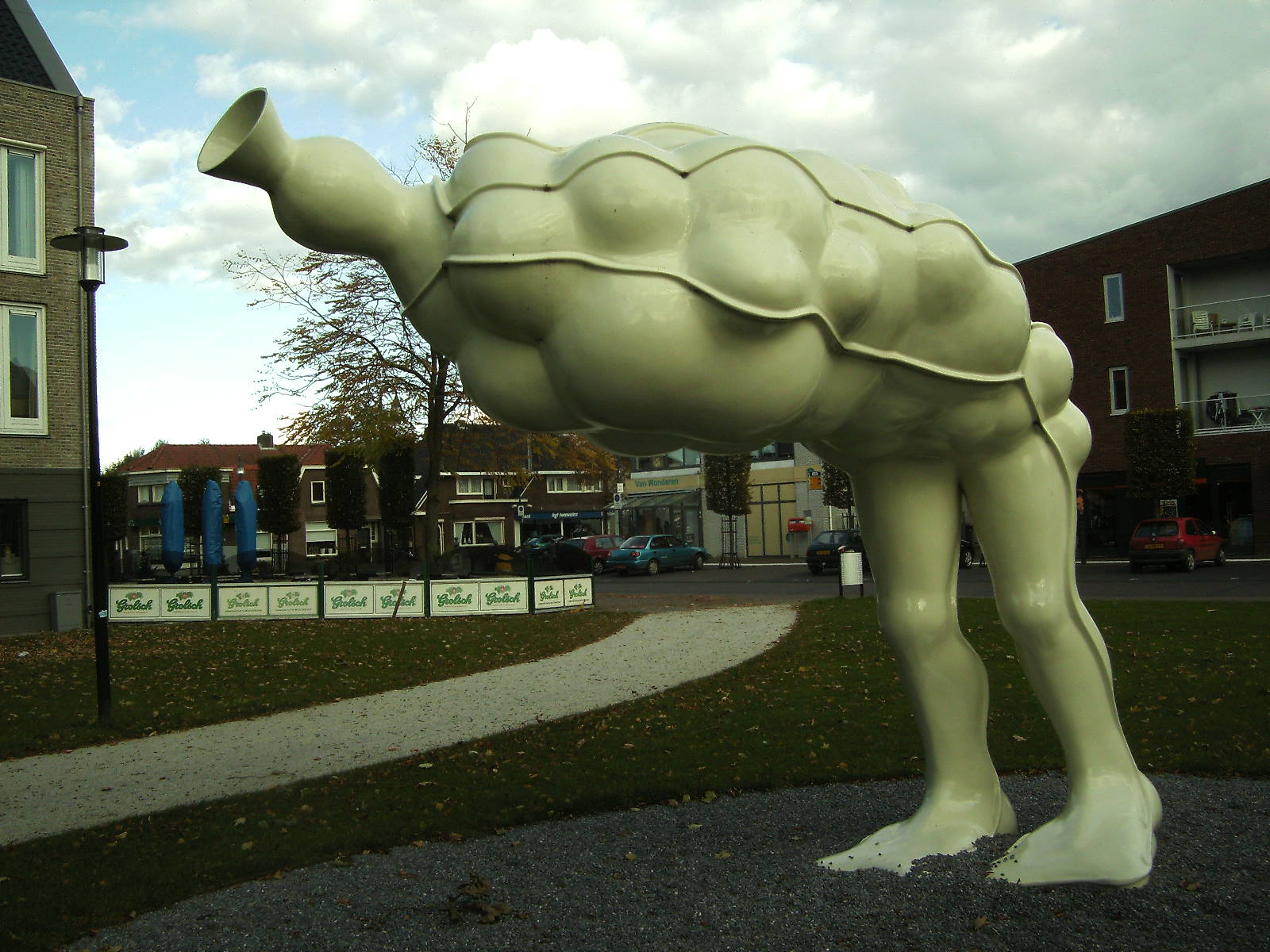
Ga'k, ga'k nie! (2007), Olst
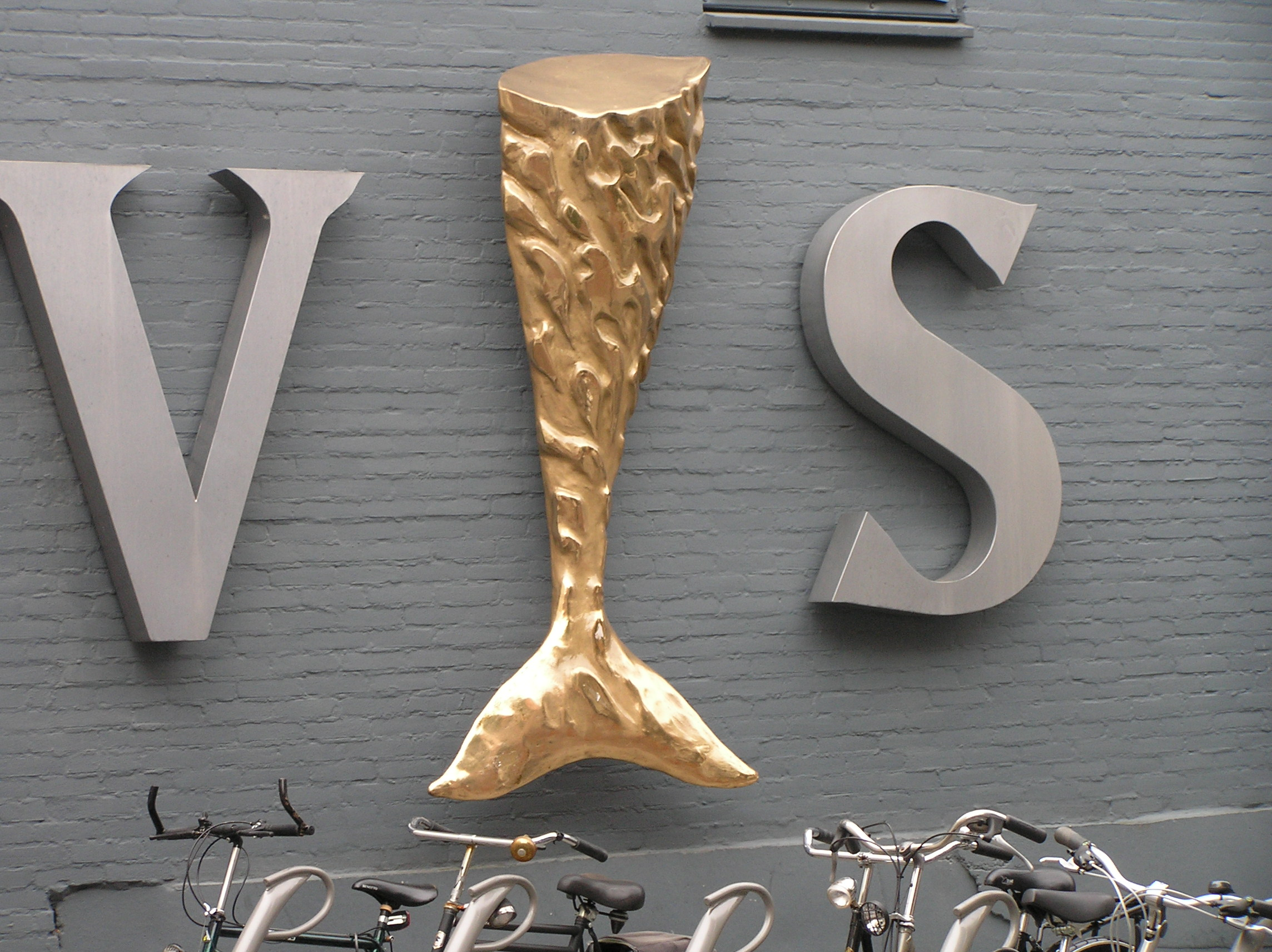
Vis (2008), Goes
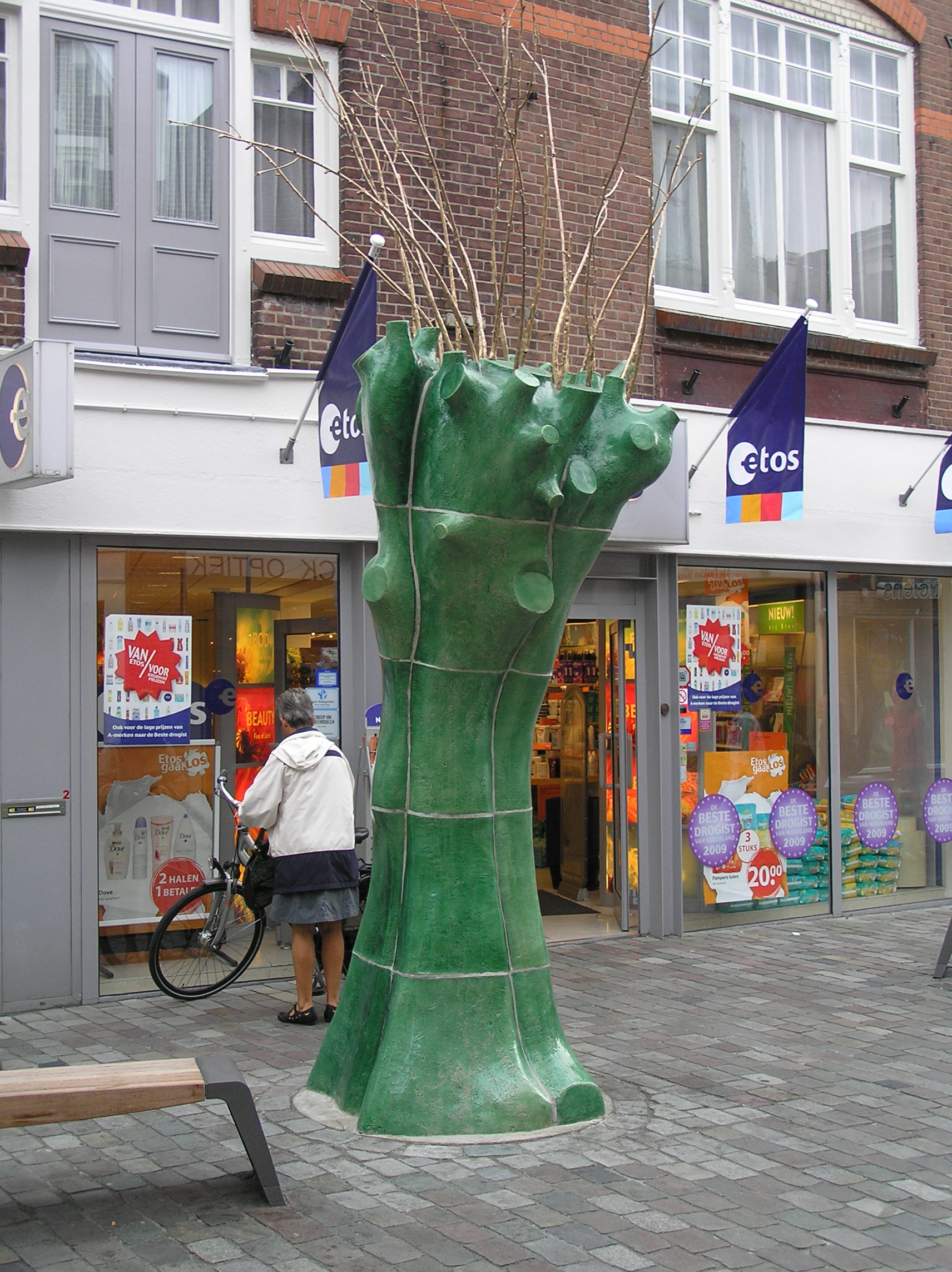
Wind in mijn tenen (2009), Goes
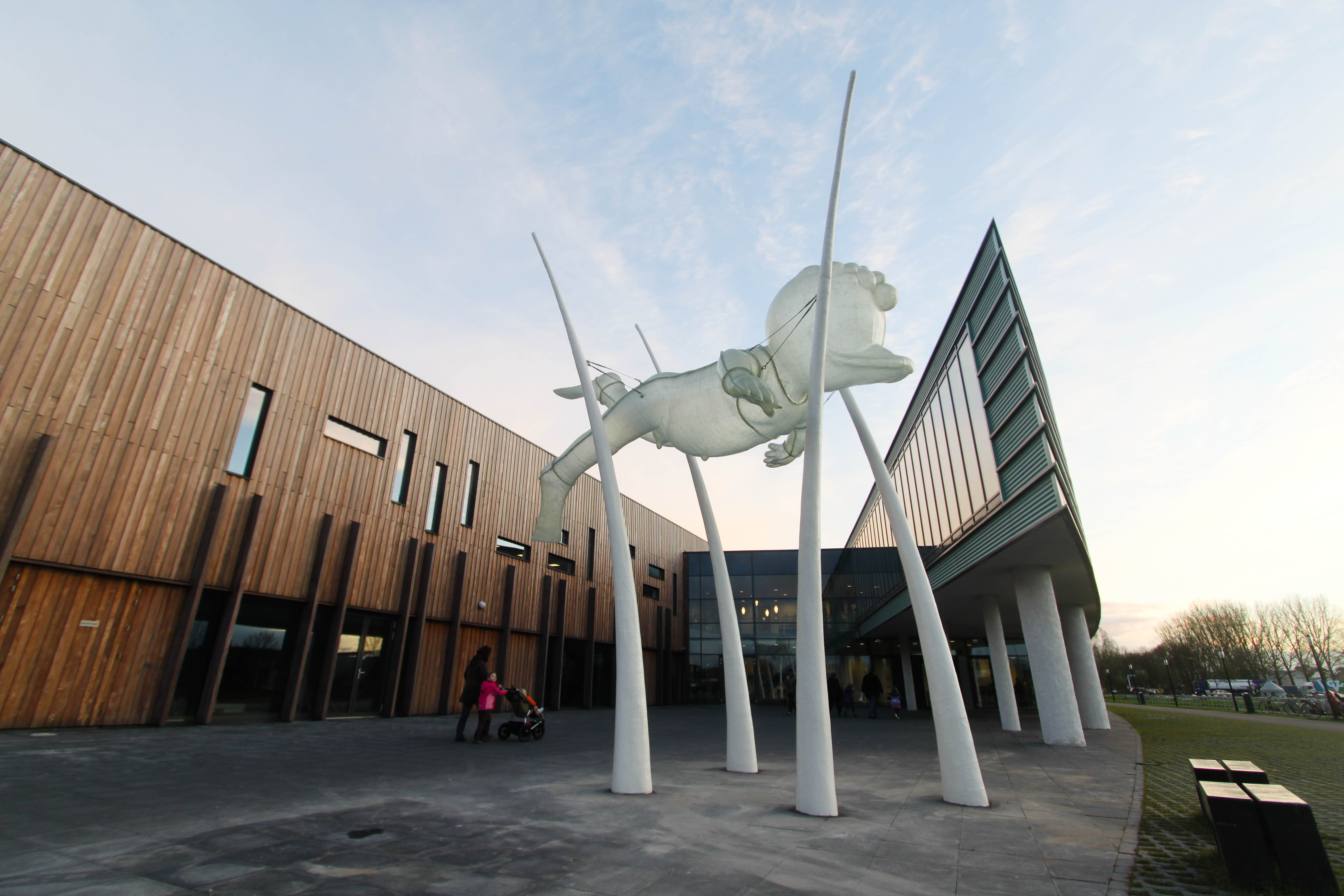
Jive Baby 2.0, Mijdrecht
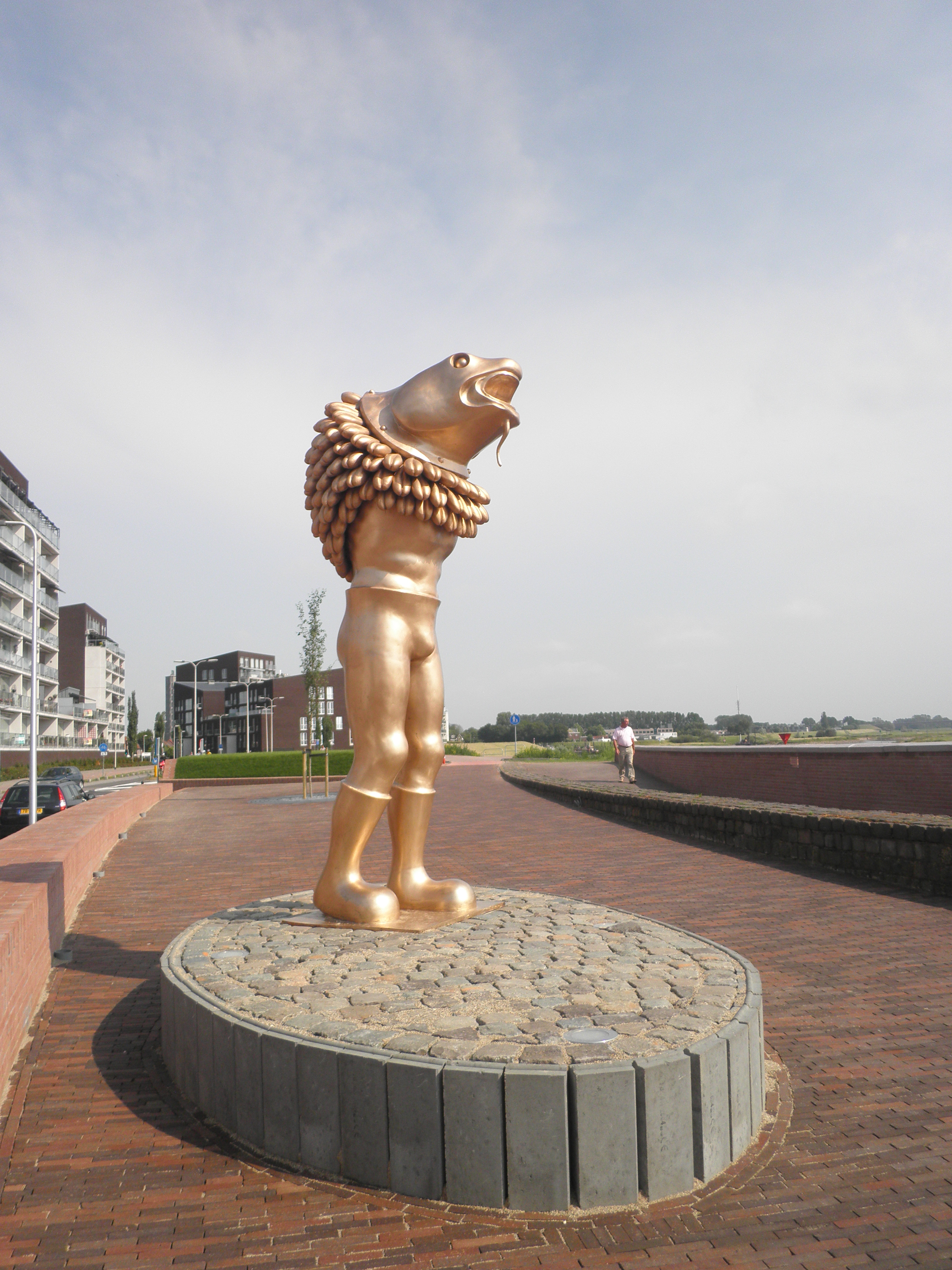
Visman (2011), Deventer
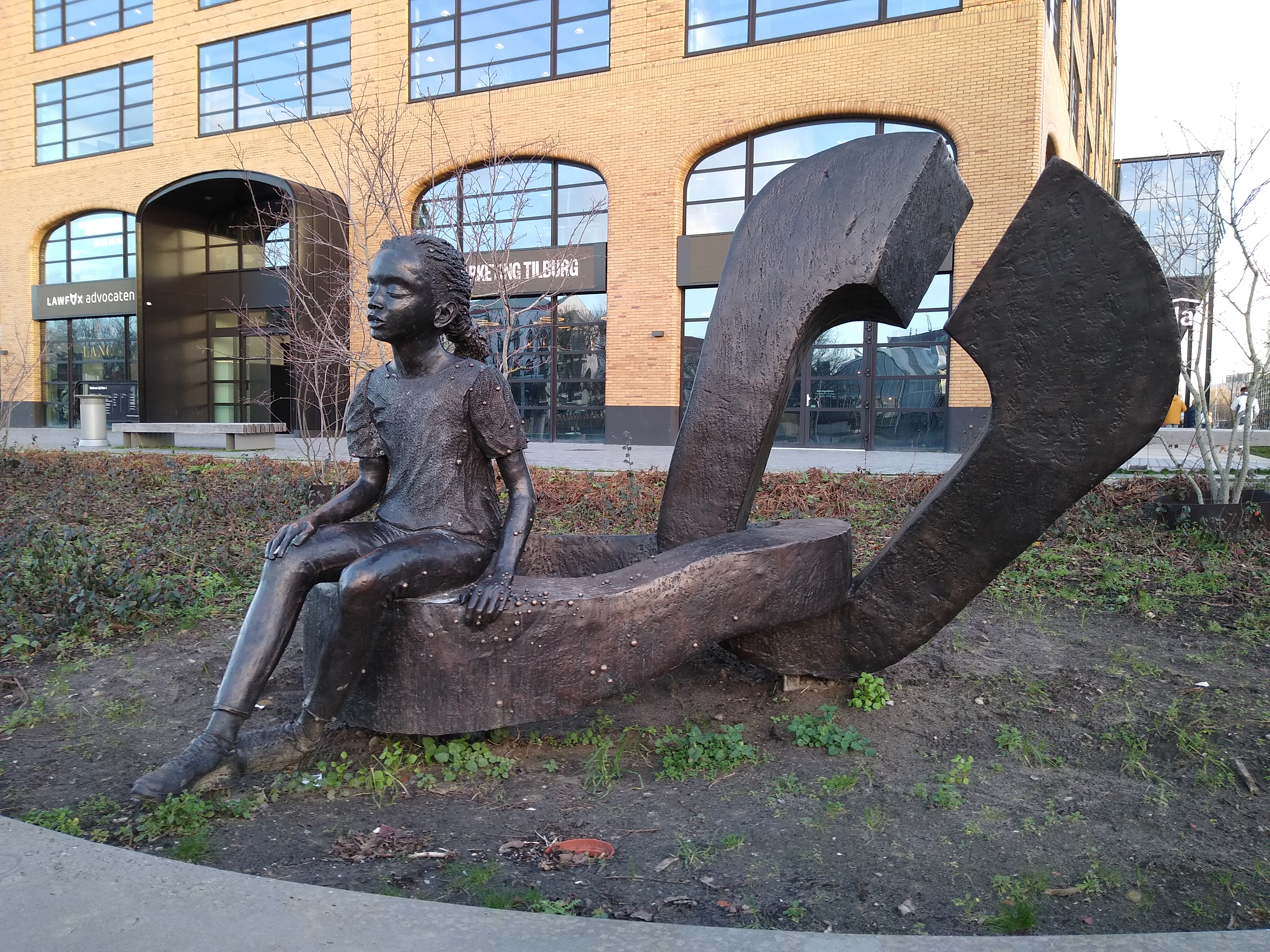
Slavernijmonument (2022), Tilburg
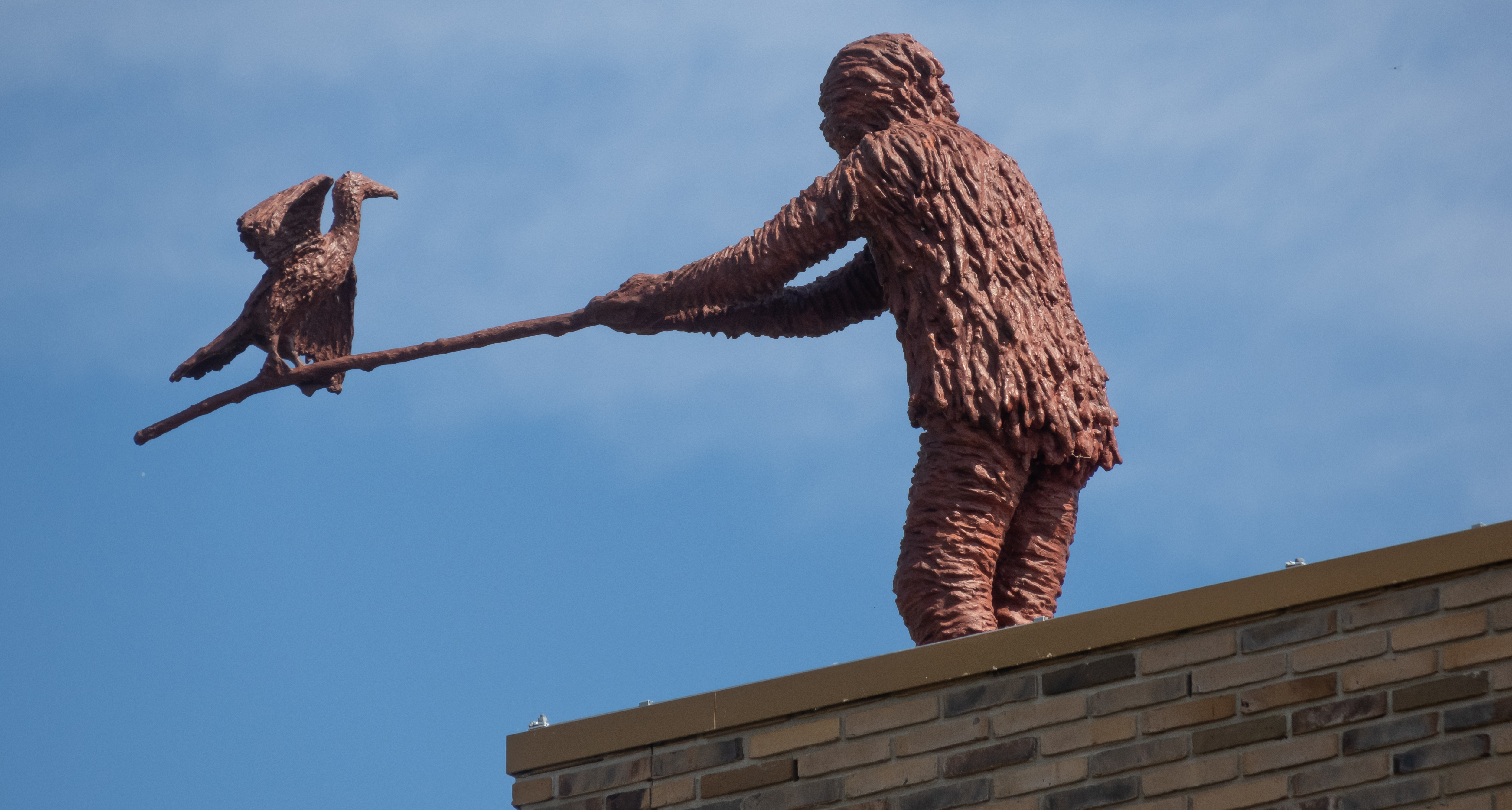
Birdman (2023) Arnhem